# جان رابه
جان رابه (آلمانی: John Heinrich Detlef Rabe؛ زاده ۲۳ نوامبر ۱۸۸۲ درگذشته ۵ ژانویهٔ ۱۹۵۰) بازرگان آلمانی بود که عمدتاً به دلیل ِ تلاش‌های وِی برای جلوگیری از بی‌رحمی‌های قوای ژاپن در ماجرای کشتار نانجینگ شناخته می‌شود.